# خوزه لوئیس گومز (بازیکن فوتبال)
خوزه لوئیس گومز (انگلیسی: José Luis Gómez؛ زادهٔ ۱۰ سپتامبر ۱۹۹۳) بازیکن فوتبال اهل آرژانتین است.
از باشگاه‌هایی که در آن بازی کرده‌است می‌توان به باشگاه فوتبال لانوس اشاره کرد.
وی همچنین در تیم ملی فوتبال آرژانتین بازی کرده‌است.